# Gelterkinden
Gelterkinden és un municipi del cantó de Basilea-Camp (Suïssa), situat districte de Sissach.